# Krystyna Midura-Nowaczek
Krystyna Midura-Nowaczek – polska naukowiec, chemik, profesor nauk farmaceutycznych.

## Życiorys
W 1971 ukończyła studia na Wydziale Chemii UW, gdzie po studiach rozpoczęła pracę naukową. W 1976 rozpoczęła pracę w Instytucie Chemii Filii Uniwersytetu Warszawskiego w Białymstoku. W 1977 na pod kierunkiem prof. Stefanii Drabarek obroniła na Uniwersytecie Warszawskim pracę doktorską "Synteza analogów oksytocyny zmodyfikowanych w położeniu 2" uzyskując stopień naukowy doktora nauk chemicznych. W latach 1979–1980 odbyła staż naukowy w Institute for Biomedical Research (UT Austin). W 1998 na podstawie osiągnięć naukowych i złożonej rozprawy "Peptydowe inhibitory plazminy – synteza i aktywność biologiczna" otrzymała na Akademii Medycznej w Warszawie stopień naukowy doktora habilitowanego nauk farmaceutycznych. W 2011 uzyskała tytuł profesora nauk farmaceutycznych.
Od 2001 do 2018 kierownik Zakładu Chemii Organicznej Uniwersytetu Medycznego w Białymstoku.